# ネンブツダイ
ネンブツダイ（念仏鯛、学名: Ostorhinchus semilineatus、英: half-lined cardinalfish）は、スズキ目スズキ亜目テンジクダイ科に属する魚類の一種である。

## 分布・生息域
日本など太平洋北西部を中心に分布する。中心の生息地は日本近海及び朝鮮半島西側沿岸であり、時折沖縄を越えて台湾や中国東南部で観察記録がある。日本国内では、東北地方や北海道の太平洋側や日本海側の能登半島より北にはいない。
沿岸付近に生息する。水温が高くなる5月からまだ水温が比較的高い11月までは、大きな港や小さな漁港、岩場などで群れを作る。藻場など海藻が多く生えているところにも多くおり、繁殖期は隠れるところや、縄張りを作りやすい藻場や岩場、漁港の消波ブロックなど障害物の周りに集まる。
水温が低くなる冬場は沖合いの水深10メートル以深のところで群れて生活する。そのため冬場に漁港で釣れることはあまりない。が、定置網に大量にかかることがある。
近縁種のクロホシイシモチと群れていることがある。

## 形態
最大全長12.0センチメートル、平均的な全長は8.0センチメートル。体色は綺麗なオレンジや黄色などである。美しい体色からか、キンギョとも呼ばれる。
繁殖期は雌は腹に卵があると丸い体型をしているが、雄は上唇の先に突起のような物が突き出ており、これで雌雄の区別ができる。

### 近似種との見分け方
クロホシイシモチと似ている。しかし、多くの人はこれらを全てネンブツダイとして区別することなく扱っている。見分け方として次のとおりである。
- ネンブツダイ

ネンブツダイは生息地が広く良く他種と混泳している。
1. 目の上を通るラインが背中まで伸びる。
2. 全体的に虹のようなカラフルな色合いに輝く。（黄色、オレンジ、ピンク、黄緑）
3. 雄の固体には上唇の先に突起が突き出ている。

- クロホシイシモチ

クロホシイシモチはネンブツダイに比べ南方形の魚で伊豆半島より西南の太平洋で多く見られる。千葉県の房総半島ではネンブツダイが多くクロホシイシモチは少数である。
1. 目の上を通るラインが短く目の上で切れる。しかし、このラインと直線上にエラの上部に黒点がある。
2. 茶色、オレンジの単色。夜は金色に輝いて美しい。
3. 雄は下アゴの先が突き出る。

この2種は似ているが良く観察すると違いがあり、すぐ解かる。また、色合いもまったく違い、釣りなどで固体を見るとネンブツダイのほうがやはり虹のように様々な色が出ているので美しい。

## 生態
夜行性である。主に肉食であり、プランクトンや、「ゴカイ類」などのイソメ科生物、小魚、小型甲殻類、オキアミなどのエビ類を捕食する。
駿河湾での観察では、水深4から14メートルで海底石が転がっている場所に生息する。冬には海底付近に密集してほとんど動かない。春から秋に海底から離れて中層で群れをなして泳ぐ 。夏に生まれた稚魚・幼魚は、翌年春までは幼魚どうしでまとまり、成魚とは群れを作らない。体の大きさが変わらなくなる夏に成魚の群れと混ざる。
春から夏にかけて、雄、雌のペアが出現する。誘うのは雌で、雄に対して体を曲げて震わせる求愛行動をとり、他の雄・雌を突いて追い払う。ペアができると、群れから分かれて海底の岩陰などにとどまる。ペアができてから約5日後に雄も同様の求愛行動や他の個体の追い払いを行うようになり、ペアができてから7から10日後に産卵と放精がなされる。雌の生殖孔から出てきた卵塊は完全に離れることなく、放精後の雄が口で卵塊をくわえとる。
産卵後に雄は単独で群れに戻り、口に卵塊をくわえたまま絶食状態で過ごす。この口内保育は、同じテンジクダイ科で一般的な生態である。約一週間で稚魚が生まれる。雌は約3日間海底にとどまってから群れに復帰する。雌は餌を捕食した後また別の雄とペアを組み繁殖をする。繁殖行動は水が綺麗であれば水中に潜らなくても港内で観察できる。
稚魚は親よりもやや深い水深15から18メートルの海底の石の間隙などに潜む。成長すると稚魚どうしで群れをなして海中を泳ぐようになる。
寿命は約3年半と推定される。

## 人との関わり
無毒だが食用にされない。網で漁獲されても棄てられる。
基本的に飼育用としても流通していないので釣りをしている時に出会う魚である。昼間はあまり釣れないが、夜は入れ食いになる場合があり、釣り場を移動しなければならない場合もある。釣りでは主に外道として捨てられており、港で弱った個体が浮かんでいるのがしばしば確認できる。

## 飼育法
飼育可能である。しかし、知名度があまりにも低いため、詳しい飼育法がない。ここではネンブツダイ及び同じ飼育法で飼育できるクロホシイシモチについて書くが、テンジクダイ科全種に応用が利く。

### 飼育する準備と基本的な知識
まず、ネンブツダイとクロホシイシモチは同じ方法で飼育できる。この2種は生態や性格が共通のため飼育法も同じである。しかし、クロホシイシモチは若干南方系の魚なので、冬場には水温を最低でも22 °C以下にはしないこと。ネンブツダイは、基本的に近海魚なので水温に敏感にならなくても良いが、18 °Cを下回らないほうが望ましい。本種はかなりデリケートなので、気が強い魚や噛み付く魚（スズメダイ類、ハギ類、フグ類など）とは避けて飼育する。また、ハナダイ類と同様に単独飼育よりは複数飼育が向いている（この点は、ハナダイ類と似ている）。水槽のサイズは最低でも60センチメートル水槽が望ましい。飼育する場合は開始予定日、又は採集予定日よりも1週間前に水槽をセットする（水を水槽に入れ、ろ過装置や水温調整器具をセットし電源を投入。漏電には十分注意すること）。ろ過装置、ヒーター（冬場）、水槽用クーラー（夏場）、殺菌灯などが必要だろう。水は海の生物なので人工海水又は天然海水を使う。水温計があると便利に、安心して飼育ができる。

### 魚の入手法
入手するには以下の2点が挙げられる。1つは観賞魚店で購入、もうひとつは自分で釣ることである。
観賞魚店で購入する。
この方法が一番手間要らずで楽だが、本種を扱う店はたいへん少ない。しかし、扱っていれば大変安心して購入できる。自分で選べるだけでなく、状態も確認できる。本種はスレに弱く、ちょっとした傷が命取りになり兼ねないのでその点は注意する。くわしくは、(2)を参照してほしい。しかしながら、入荷数は少数であることが多い。購入する人が少ないため、入荷数は少数の割には比較的安価な方で、店によってはハナダイ類より本種の方が安い場合もある。
自分で釣りによる採集。
この方法は手間は掛かるがかなりの数が釣れるので、持ち帰る数を1匹ずつ選べられる利点がある。その反面、スレに弱いので、取り込む場合は素手では決して触らない、落とさない、前に釣りによる外傷がないなどの点に注意する。このいずれかがある場合はリリースする。持ち帰る場合は、本種のみを入れる専用の容器があると便利（その際、他種は入れると本種が弱ったり、傷が付くことがある）。
それ以外にもインターネットによる通販や前もって漁師に頼んでおく、他の釣り人から貰う（本種は外道なので）などあるが、あまり勧められない。なぜなら、その時の状態が今後の飼育を左右するので、できれば上の2項をお勧めとする。

### 魚の導入
水槽に魚を入れる際は他の海水魚や熱帯魚と同様、導入前に水温と水質調整を行うこと。これを怠ると水槽内でショックし、最悪の場合死に至る。デリケートな魚なので30分ほど長めに入れると良い。この作業が出来たら早速水槽へとなるが、網で追い回したり、掬ったりするとスレの原因になる。必ず、小型のプラケースで水ごと掬い少しずつ水を捨てる（この場合全ての水は捨てず、魚が水に浸かる程度は残す）。そしてこのまま水槽へと移す。若干元の海水が入るが魚がスレるよりはマシなので入ってしまってもかまわないが、薬が入っている場合は新鮮な水に魚を移してからこの作業をする。この場合は、網でスレないように注意して移動する。
※この作業は、水槽掃除の時の移動時も同じことである。

### 日ごろの管理
特にまず、導入してからの1週間は注意する。なぜなら、この間に傷などによる死亡するトラブルが多発するからである。餌は3日目ぐらいから食べるようになるので、乾燥餌（クリル）のアミエビ、雑食性の魚専用人口飼料を与える。与える量は数による。あとは、病気が心配だが、主に掃除した時に砂底の撒き散らしたゴミや水が濁った時、急激な水温変化による体調を崩すことなどが原因である。特に季節の変わり目は水温を注意する。病気の種類は主に、白点病、トリコディナー病、尾腐れ病、ウーディニウム病が挙げられる。病気になったら、観賞魚店で市販されている専用の薬を使うが、この場合本種は薬に対しても弱いので極少量にとどめて、水換えを頻繁にする。それでも、治らない又は進行している場合は可哀想だが処分する。

### 繁殖
水槽内での繁殖は可能である。なぜなら、マンジュウイシモチ (英: pajama Cardinalfish) やキンセンイシモチ、イトヒキテンジクダイ、ネオンテンジクダイなど水槽飼育にポピュラーな種では、実際に繁殖が行われている。基本的に彼らはマウスブルーダーのため水槽という環境に慣れ、環境と整えてあげれば成功する。もちろん、ペアがそろえばの話である。海水魚類のなかでは、比較的繁殖が容易な種だと思われる（意外と知らない間にペアとなり、オスが卵をくわえ、マウスブルーディングを開始していることもあるようだ）。しかし、繁殖に成功しても孵化後の稚魚達の餌が一番の関門である。この種は繁殖は容易でもその後の稚魚の飼育、管理が難しい。稚魚は小さく餌はそれに見合ったものでなくてはいけない。また、濾過槽に稚魚が吸い込まれることも多い。しかし、1センチメートルほどまで育った固体は親と同じものを与えると良い。しかし、ここまで育てられるのはよほど、繁殖・稚魚飼育に適した環境が用意できた者でないと難しいが、あえてマウスブルーダーの彼らの飼育と繁殖に挑戦するのも良いだろう。
以上が、飼育に関することである（この中で水とは海水のことであり、真水のことでは無い）。